# Commequiers
Commequiers ist eine französische Gemeinde mit 3708 Einwohnern (Stand: 1. Januar 2022) im Département Vendée in der Region Pays de la Loire. Commequiers gehört zum Arrondissement Les Sables-d’Olonne und ist Mitglied des Gemeindeverbandes Pays de Saint-Gilles-Croix-de-Vie Agglomération. Die Einwohner werden Commequiérois und Commequiéroises genannt.

## Geografie
Commequiers liegt etwa 30 Kilometer nördlich von Les Sables-d’Olonne und etwa 33 Kilometer westnordwestlich von La Roche-sur-Yon nahe der Côte de Lumière der Atlantikküste. Das Gebiet der Gemeinde wird im Norden vom Fluss Ligneron, im Süden vom Fluss Vie begrenzt.
Umgeben wird Commequiers von den Nachbargemeinden Challans im Norden, Saint-Christophe-du-Ligneron im Nordosten, Apremont im Osten, Coëx und Saint-Maixent-sur-Vie im Süden, Le Fenouiller im Südwesten, Notre-Dame-de-Riez im Westen und Südwesten sowie Soullans im Nordwesten.

## Bevölkerungsentwicklung
| Jahr      | 1962 | 1968 | 1975 | 1982 | 1990 | 1999 | 2006 | 2013 | 2020 |
| Einwohner | 1832 | 1719 | 1701 | 1862 | 2053 | 2297 | 2649 | 3238 | 3657 |

## Sehenswürdigkeiten
Siehe auch: Liste der Monuments historiques in Commequiers
- Burgruine von Commequiers, erbaut im 11. Jahrhundert, umgebaut ab Mitte des 15. Jahrhunderts bis zum 16. Jahrhundert, seit 2023 als Monument historique klassifiziert
- Pierre-Folle ein Galeriegrab, südwestlich des Ortes, seit 1929 als Monument historique klassifiziert
- Menhir, genannt „La Palissonnière“, am Lieu-dit La Grande Pièce, seit 1981 als Monument historique eingeschrieben
- Die Kirche Saint-Pierre-et-Saint-Paul mit einem Glockenturm aus dem 14. Jahrhundert befindet sich auf dem Gelände eines ehemaligen Benediktinerklosters. Das Langhaus und das Querschiff wurden 1870 neu gebaut.

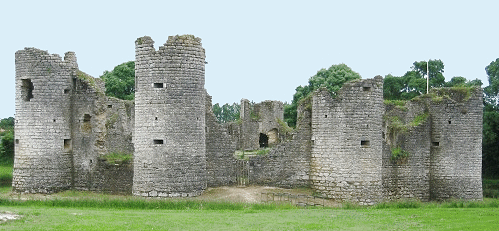
Burgruine
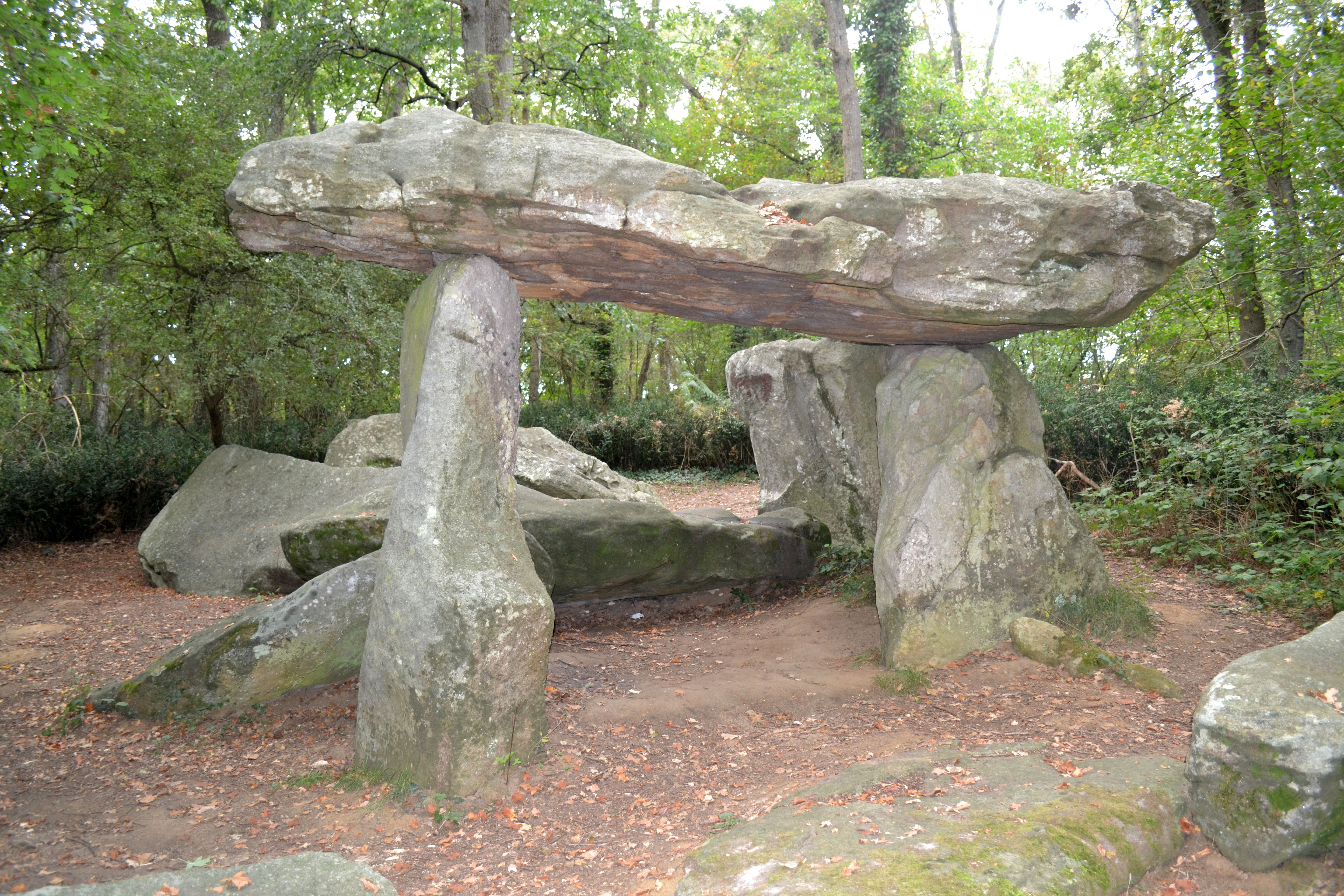
Dolmen der Allée couverte de la Pierre-Folle
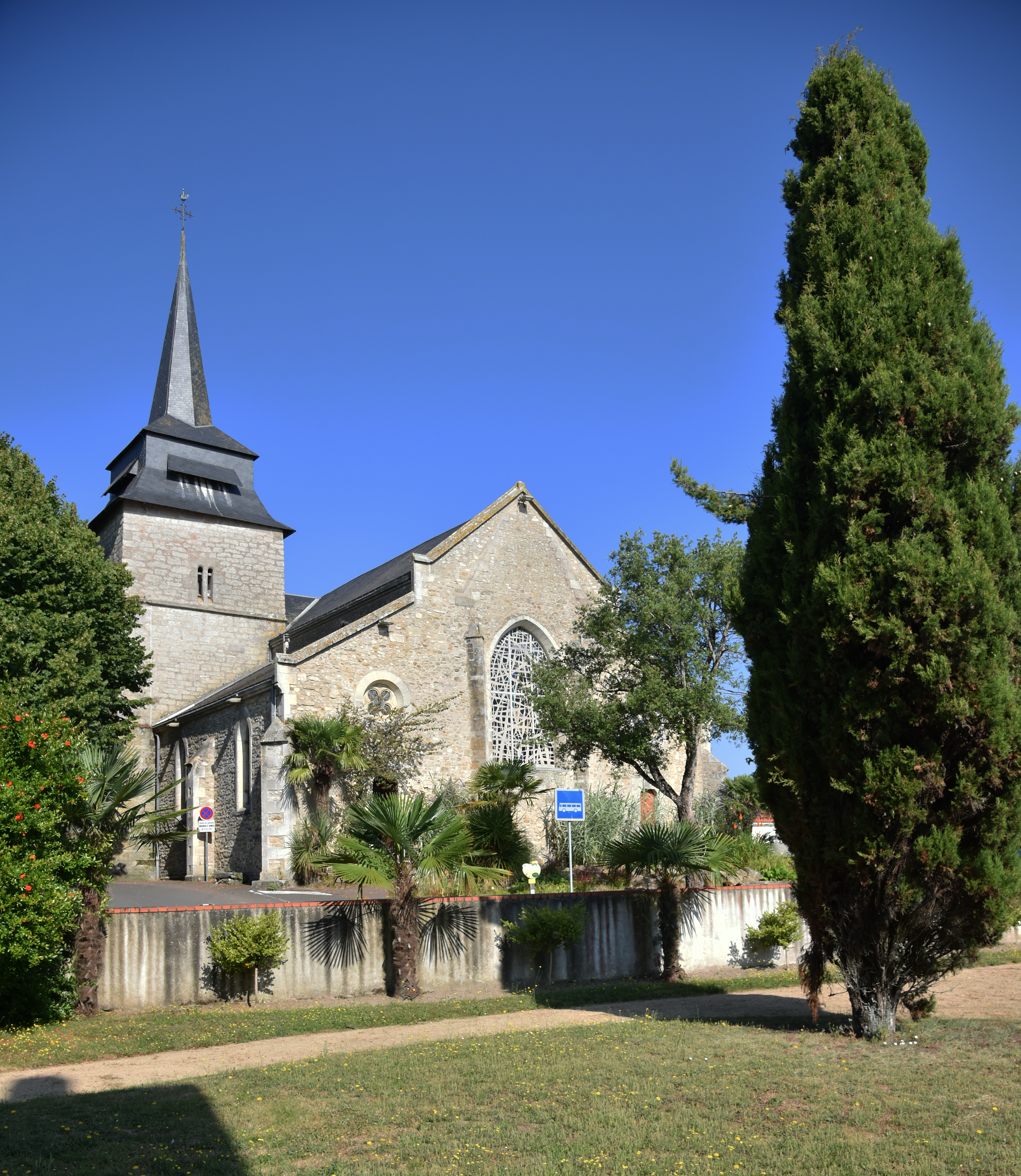
Kirche Saint-Pierre-et-Saint-Paul